# Gangsterfilmen
Pour plus de détails, voir Fiche technique et Distribution.
Gangsterfilmen est un film suédois réalisé par Lars G. Thelestam, sorti en 1974.

## Synopsis
Un gangster américain débarque dans une petite ville du sud de la Suède.

## Fiche technique
- Titre : Gangsterfilmen
- Réalisation : Lars G. Thelestam
- Scénario : Max Lundgren d'après son roman Gangsterboken
- Musique : Bengt Ernryd
- Photographie : Jörgen Persson
- Montage : Lars Hagström
- Production : Bengt Forslund
- Société de production : Sandrews
- Pays :  Suède
- Genre : Drame
- Durée : 105 minutes
- Dates de sortie : 
  -  Suède : 28 octobre 1974

## Distribution
- Clu Gulager : Glenn Mortenson
- Ernst Günther : Anders Andersson
- Per Oscarsson : Johan Gustavsson
- Anne-Lise Gabold
- Lou Castel
- Hans Alfredson : le responsable de la piscine
- Gudrun Brost : Anna Nilsson
- Carl-Axel Heiknert : Nils Nilsson
- Peter Lindgren : Hans Nilsson
- Gunnar Olsonn : Karl
- Elina Salo
- Ulla Sjöblom : Kristina Nordbäck
- Inga Tidblad : la femme du maire
- Marvin Yxner : le policier

## Distinctions
Le film a été présenté en sélection officielle en compétition lors de Berlinale 1975.